# Ойрати
Ойратите (на монголски: Ойрад) са най-западната група от монголски народи.
Ойратите произхождат от източните части на централна Азия около 13 век, когато са споменати за пръв път в монголските анали като „горски народ“. През 1615 година те приемат будизма. Днес най-съсредоточената ойратска група се намира на територията на Русия, където се наричат калмики и имат своя република — Калмикия. Големи групи от ойрати има в Западна Монголия и Китай (Синдзян). Основният език е ойратският.